# Eusarsiella texana
Eusarsiella texana is een mosselkreeftjessoort uit de familie van de Sarsiellidae. De wetenschappelijke naam van de soort is, als Sarsiella texana, voor het eerst geldig gepubliceerd in 1962 door Kornicker & Wise.